# Cihat Ünlü
Cihat Ünlü (* 1955) ist ein türkischer Gynäkologe.
Ünlü beendete sein Medizinstudium an der Universität Ankara im Jahre 1979. Seine Assistenzzeit schloss er 1986 an den Universitätskliniken Ankara und Hannover in den Abteilungen für Geburtshilfe und Gynäkologie ab. Der Frauenarzt wirkte auch eine Zeit lang in Deutschland und spezialisierte sich auf künstliche Befruchtung (In-vitro-Fertilisation), endoskopische Chirurgie und Infertilität. Ünlü gründete und leitete das Institut für In-vitro-Fertilisation an der medizinischen Fakultät der Universität Ankara. An derselben Fakultät gründete er 1993 die Abteilung für endoskopische Chirurgie. Er vertrat sein Land bei der European Society of Human Reproduction and Embryology und leitet die deutsch-türkische Gynäkologiestiftung TAJEV. Seit 2005 arbeitet er als klinischer Direktor des Krankenhauses für Frauenheilkunde und Geburtshilfe Acıbadem in Bakırköy. 2007 erhielt er als Präsident der Deutsch-Türkischen Gynäkologengesellschaft das Verdienstkreuz am Bande der Bundesrepublik Deutschland. Ünlü ist Professor in Istanbul.